# Rajendra Prasanna
Rajendra Prasanna, né le 15 avril 1956 à Varanasi, est un musicien indien. Il joue de la flûte (bansuri) et de la śahnāī(shehnai).

## La famille Prasanna
Les musiciens de la famille Prasanna, originaires de Bénarès, dans la vallée du Gange au Nord-est de l'Inde, appartiennent traditionnellement à une lignée de joueurs de śahnāī (aérophone à anche double), instrument dont ils perpétuent la transmission et l'apprentissage de père en fils depuis plusieurs générations. 
Ils se réfèrent à la ‘Banaras gharānā’ (gharana) (tradition musicale de Bénarès) connue pour son style vocal ṭhumrī (thumri), qui privilégie une ornementation très élaborée et fleurie.  

## Rajendra Prasanna
Rajendra Prasanna est un des derniers de sa lignée à se produire en Inde et dans le monde entier tant à la flûte qu’à la śahnāī, reconnu comme un grand maître dans l’art de ces deux  pratiques instrumentales par les tenants de la tradition. 
Il a appris la śahnāī de son grand-père Gauri Shankar, de son père Raghunath Prasanna et de ses oncles Bholanath et Vishnu Prasanna. Son père l’a parallèlement initié à la flûte bānsurī. Il a également reçu le savoir des chanteurs Hafeez Ahmed Khan and Sarfaraz Hussain Khan de Rampur (Sahaswan gharānā).

## Prasanna Brothers
Rajesh Prasanna (1983) et Rishab Prasanna (1985), connus sous le nom de Prasanna Brothers se produisent en duo de flûte sur la scène classique ; ils accompagnent régulièrement leur père en concert et se produisent au sein de plusieurs groupes de musique dite de « fusion » ; ils sont les leaders du groupe Swhaas .